# Lauwerzijl
Lauwerzijl (en groningois : Lauwerziel) est un village de la commune néerlandaise de Westerkwartier, situé dans la province de Groningue. 

## Géographie
Le village est situé à l'extrémité nord-ouest de la commune, en limite avec la Frise, à 20 km de Groningue. Le Reitdiep coule à proximité.

## Histoire
Kommerzijl fait partie de la commune de Zuidhorn avant le 1er janvier 2019, date à laquelle celle-ci est rattachée à Westerkwartier.

## Démographie
Le 1er janvier 2018, le village comptait 205 habitants.